# Фридрих Вилхелм фон Насау-Вайлбург
Фридрих Вилхелм фон Насау-Вайлбург (на немски: Friedrich Wilhelm von Nassau-Weilburg; * 25 октомври 1768, Хага, Нидерландия; † 9 януари 1816, дворец Вайлбург) е от 28 ноември 1788 г. до смъртта си княз на Насау-Вайлбург.

## Биография
Той е син на княз Карл Христиан фон Насау-Вайлбург (1735 – 1788) и съпругата му Каролина Оранска-Насау-Диц (1743 – 1787), дъщеря на княз Вилхелм IV Орански.
След окупирането на близкия Майнц от французите Фридрих Вилхелм фон Насау-Вайлбург бяга през 1793 г. от резиденцията дворец Кирххаймболанден в Байройт.
През 1806 г. Наполеон създава Херцогство Насау и Фридрих Вилхелм управлява от дворец Бибрих заедно с по-стария си с 30 години братовчед Фридрих Август фон Насау-Узинген (* 23 април 1738; † 24 март 1816), понеже тогава е ясно, че Фридрих Август ще остане без мъжки наследници.
Фридрих Вилхелм умира на 9 януари 1816 г. на 47 години от падане по стълбите в дворец Вайлбург. Братовчед му Фридрих Аугуст умира след няколко седмици на 24 март 1816 г. и Вилхелм Георг, синът на Фридрих Вилхелм, става херцог на Насау.

## Фамилия
Фридрих Вилхелм се жени на 31 юли 1788 г. в Хахенбург, в годината на възкачването му на трона, за принцеса Луиза Изабела Александра Августа Хенриета Фридерика Мария фон Кирхберг (* 29 април 1772, Хахенбург; † 6 януари 1827, Виена) (1772 – 1827), дъщеря на бургграф Вилхелм Георг фон Кирхберг, граф фон Сайн-Хахенбург, и принцеса Изабела Августа Ройс-Грайц. Те имат четири деца:
- Вилхелм Георг Август Белгикус (1792 – 1839), херцог на Насау (1816 – 1839)
- Августа Луиза Вилхелмина (1794 – 1796)
- Хенриета Фредерика Александрина (1797 – 1829), омъжена 1815 г. за ерцхерцог Карл Австрийски (1771 – 1847), херцог на Тешен
- Фридрих Вилхелм (1799 – 1845), женен за Анна Едле фон Валгемаре, графиня на Тифенбах